# دهنا دیویسون
دهنا شریدان دیویسون  ( ‎/diˈɛnə/‎ ;  متولد ۲۷ ژوئیه ۱۹۹۳)   یک سیاستمدار حزب محافظه کار بریتانیا و پخش کننده است که در جایگاه معاون پارلمانی وزیر امور خارجه و برای ارتقاء سطح از سپتامبر ۲۰۲۲  تاکنون خدمت می کند. او همچنین از زمان انتخابات عمومی سال ۲۰۱۹، عضو پارلمان (MP) برای اسقف اوکلند بوده است. او نخستین محافظه‌کاری است که از زمان پایه گذاری این حوزه در سال ۱۸۸۵ تاکنون نماینده آن بوده است. این کرسی قبلاً به مدت ۸۴ سال در اختیار حزب کارگر بود.
او در شفیلد، یورکشایر جنوبی به دنیا آمد و در دبیرستان شفیلد تحصیل کرد. دیویسون، رشته سیاست بریتانیا و مطالعات قانونی را در دانشگاه هال آموخت، او در این دانشگاه نماینده اتحادیه ملی دانشجویان (NUS) بود و یک پویش موفق را برای جدا کردن اتحادیه دانشجویی دانشگاه از NUS رهبری کرد، همچنین در انتخابات عمومی ۲۰۱۵ و سپس ۲۰۱۷ کاندیدای محافظه‌ کاران برای کینگستون هال نورث و سجفیلد بود.
دیویسون در انتخابات عمومی ۲۰۱۹ در جایگاه نماینده اسقف اوکلند انتخاب شد. از زمان انتخابش، او یک "ستاره در حال ظهور" در حزب و یک محافظه کار برجسته بود که نماینده حوزه انتخابیه دیوار قرمز بود.   دیویسون یک لیبرال کلاسیک است و از برگزیت حمایت کرد.  او از لیز تراس در پویش موفقیت‌ آمیزش برای نخست‌وزیر شدن در سپتامبر ۲۰۲۲ حمایت کرد و پس از معاون پارلمانی وزیر امور خارجه برای ارتقاء سطح شد.